# 福森久助
初代 福森 久助（しょだい ふくもり きゅうすけ、1767年（明和4年） - 1818年10月7日（文政元年9月8日））は、江戸時代中・後期に活躍した歌舞伎作者。俳名は一雅。

## 概略
出自は不明なところが多いが、明治期の資料『狂言作者概略』（国立国会図書館蔵）には本所の薪問屋河内屋の子と生まれとある。1785年（天明5年）11月江戸桐座で昌橋丘次の名で初出勤。1786年（天明6年）奥田丘次、さらに1787年（天明7年）には狂言作者玉巻恵助門人で玉巻丘次、1790年（寛政2年）久次と改名する。1788年（天明8年）から初代桜田治助のスタッフに加わり、その才能が認められ、この年の中村座顔見世狂言『唐相撲花江戸方』三立目発端を書く。その後は二代目坂東三津五郎、五代目市川團十郎らの庇護を受け、順調な出世を遂げる。
1796年（寛政8年）には姓を福森と改める。姓は通勤時の際に目に入った商家から選んだという実に自由な発想からであった。翌年11月、初めて福森久助の名で中村座『会稽櫓錦木』を書く。その後は治助、初代並木五瓶らと並ぶ人気作者になり、1798年（寛政10年）11月中村座「花三升吉野深雪」で立作者格となる。1801年（享和元年）11月、久助は市村座で並木五瓶に師事し、上方狂言のノウハウを学びとった。一方、旧作の焼き直し物を多く作ることとなり、「焼き直しの久助」とあだ名されていた。1805年（文化2年）11月、河原崎座で立作者となる。
治助と五瓶の死後は、新たに台頭してきた勝俵蔵（のちの四代目鶴屋南北）とともに創作活動を続け、『勝相撲浮名花触』『絵本合法衢』などの傑作に協力し、南北と並ぶ狂言作者の雄となった。その後は三津五郎と提携し、五代目松本幸四郎と提携した南北と対抗した。晩年、福森喜宇助と改名している。
作風は桜田治助の華やかさと洒脱さを継承しながら、一方では並木五瓶の上方風リアリズムをも受け継ぎ、劇中に新しい人物像を作り出すのに秀でていた。今日演じられる作品は『其往昔恋江戸染』（幕末期、河竹黙阿弥によって改訂され『松竹梅湯島掛額』、通称「お土砂」となる）『其小唄夢廓』など少なく、四代目南北の影に隠れているが、江戸歌舞伎の全盛期を構成した狂言作者としての功績は大きい。